# Ippei Shinozuka
Ippei Shinozuka o Ippey Shinodzuka (篠塚 一平 Shinozuka Ippei?, Abiko, Chiba, 20 de marzo de 1995) es un futbolista ruso-japonés que juega como mediocampista en el Omiya Ardija de la J2 League de Japón. Nacido en Japón, representó a Rusia en el plano internacional.

## Clubes
| Club                | País  | Año       |
| ------------------- | ----- | --------- |
| FC Spartak-2 Moscú  | Rusia | 2013-2017 |
| Yokohama F. Marinos | Japón | 2017-2019 |
| Omiya Ardija        | Japón | 2019-2021 |
| Kashiwa Reysol      | Japón | 2021-     |